# Maria Giubilei
Maria Giubilei (Roma, 27 dicembre 1998) è una velista italiana che compete nella classe Nacra 17.
Ha vinto due medaglie di argento nel Campionato Mondiale di Nacra 17, negli anni 2021 e 2022, e una medaglia di bronzo nel Campionato Europeo di Nacra 17 di 2022.

## Palmarès internazionale
| Campionato Mondiale | Campionato Mondiale         | Campionato Mondiale | Campionato Mondiale |
| Anno                | Luogo                       | Medaglia            | Classe              |
| ------------------- | --------------------------- | ------------------- | ------------------- |
| 2021                | Al Mussanah ( Oman)         | Argento             | Nacra 17            |
| 2022                | St. Margarets Bay ( Canada) | Argento             | Nacra 17            |
| Campionato Europeo  |                             |                     |                     |
| Anno                | Luogo                       | Medaglia            | Classe              |
| 2022                | Aarhus ( Danimarca)         | Bronzo              | Nacra 17            |